# Колібрі-шаблекрил гірський
Колі́брі-шаблекри́л гірський (Campylopterus duidae) — вид серпокрильцеподібних птахів родини колібрієвих (Trochilidae). Мешкає у Венесуелі і Бразилії.

## Опис
Довжина птаха становить 12 см. Верхня частина тіла золотисто-зелена, тім'я менш золотисте. За очима білі плями. Нижня частина тіла рудуцвато-сіра, шия з боків і боки золотисті. Гузка світло=охриста. Стернові пера рудувато-золотисто-бронзові, крайні стернові пера мають світло-охристі кінчики. Дзьоб чорний, довжиною 22 мм, лапи коричневі.

## Підвиди
Виділяють два підвиди:
- C. d. duidae Chapman, 1929 — тепуї на півдні Венесуели і в сусідніх районах північної Бразилії (Серро-Яві, Серранія-Пару, Серро-Уачамакарі[en], Серро-Дуїда[en] і Піку-да-Небліна);
- C. d. guaiquinimae Zimmer, JT & Phelps, 1946 — Серро-Гуайкініма[es] (південна Венесуела).

## Поширення і екологія
Гірські колібрі-шаблекрили мешкають на схилах тепуїв Гвіанського нагір'я на півдні Венесуели та в сусідніх районах північної Бразилії. Вони живуть у вологих гірських і хмарних тропічних лісах, на узліссях і галявинах та у високогірних чагарникових заростях, на висоті від 1200 до 2400 м над рівнем моря. Живляться нектаром квітів. Гніздо чашоподібне, розміщується на висоті 2-3 м над землею.